# Vitbrynad busksmyg
Vitbrynad busksmyg (Sericornis frontalis) är en fågel i familjen taggnäbbar inom ordningen tättingar.

## Utseende och läte
Vitbrynad busksmyg är en liten medlem av släktet med vitt ögonbrynsstrec, ljus iris, mörkt ansikte och vitt streck på hakan. Fjäderdräkten i övrigt är olivbrun med en svartvit fläck på skuldran och ljusare främre del av kroppen. Sången är klar och melodisk, lätet truligt och strävt.

## Utbredning och systematik
Vitbrynad busksmyg delas in i sex underarter med följande utbredning:
- Sericornis frontalis laevigaster – oregelbundet i östra Queensland (Atherton Tableland till Burnett River)
- Sericornis frontalis tweedi – östra New South Wales (Queensland vid gränsen till Hunter River)
- Sericornis frontalis frontalis – sydöstra Australien (centrala New South Wales till södra Victoria och sydöstra South Australia)
- Sericornis frontalis harterti – södra Victoria (Otway till Strzelecki Range)
- Sericornis frontalis rosinae – södra Australien (Mount Lofty Range på Fleurieuhalvön)
- Sericornis frontalis flindersi – Flinders island och angränsande öar i Bassundet

Tidigare inkluderades fläckbusksmyg (S. maculosus) och vissa gör det fortfarande.

## Status
IUCN kategoriserar arten som livskraftig men inkluderar fläckig busksmyg i bedömningen.

## Bilder

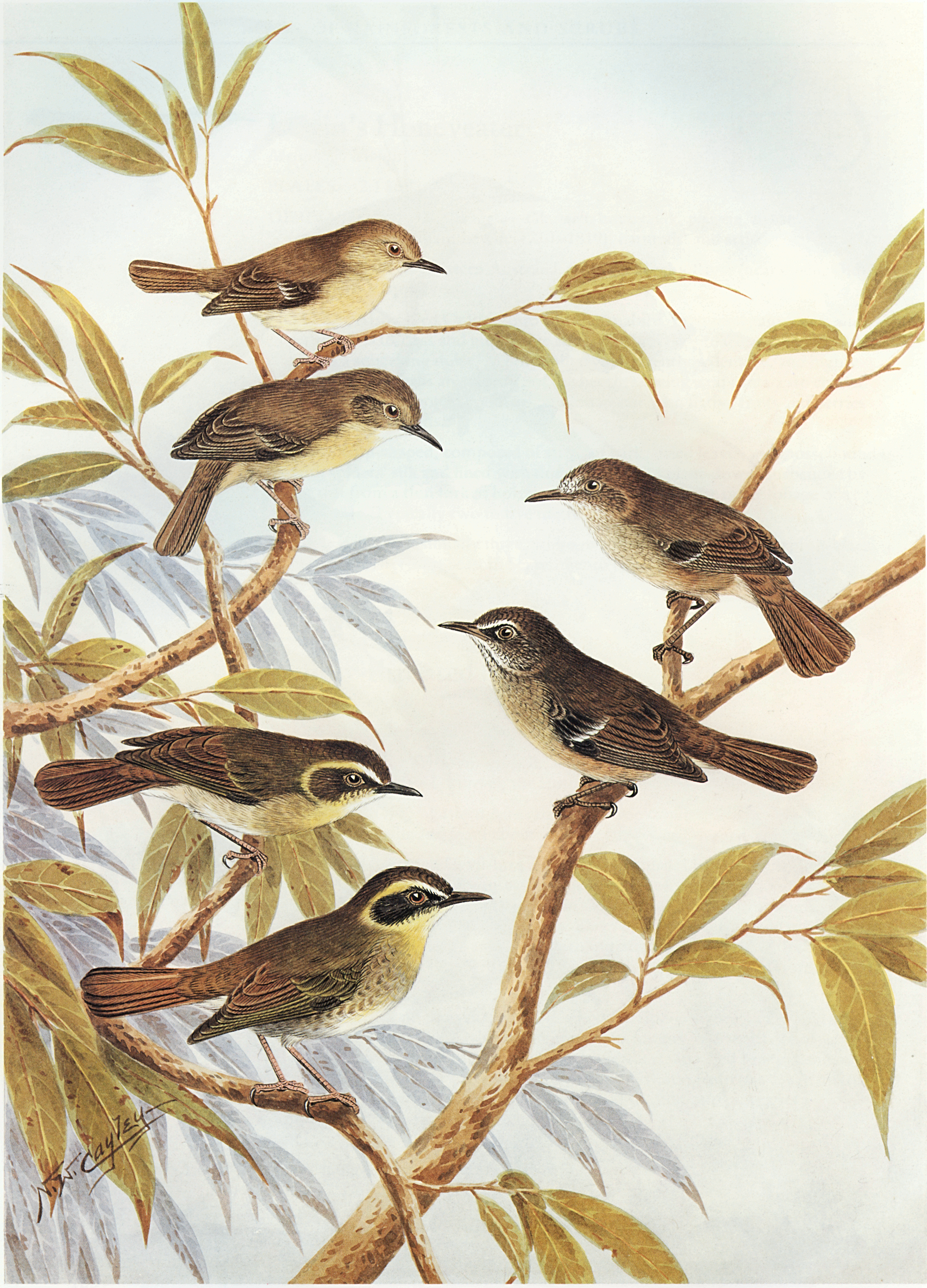
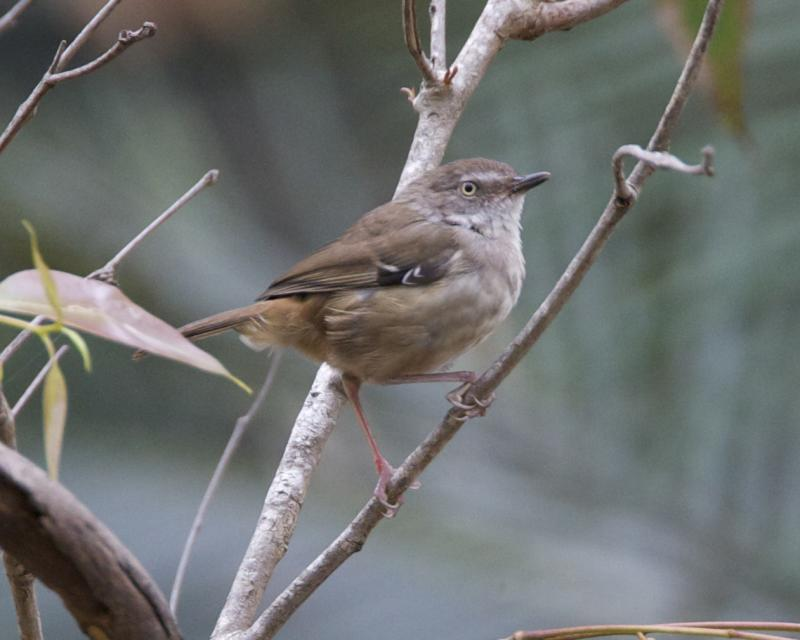
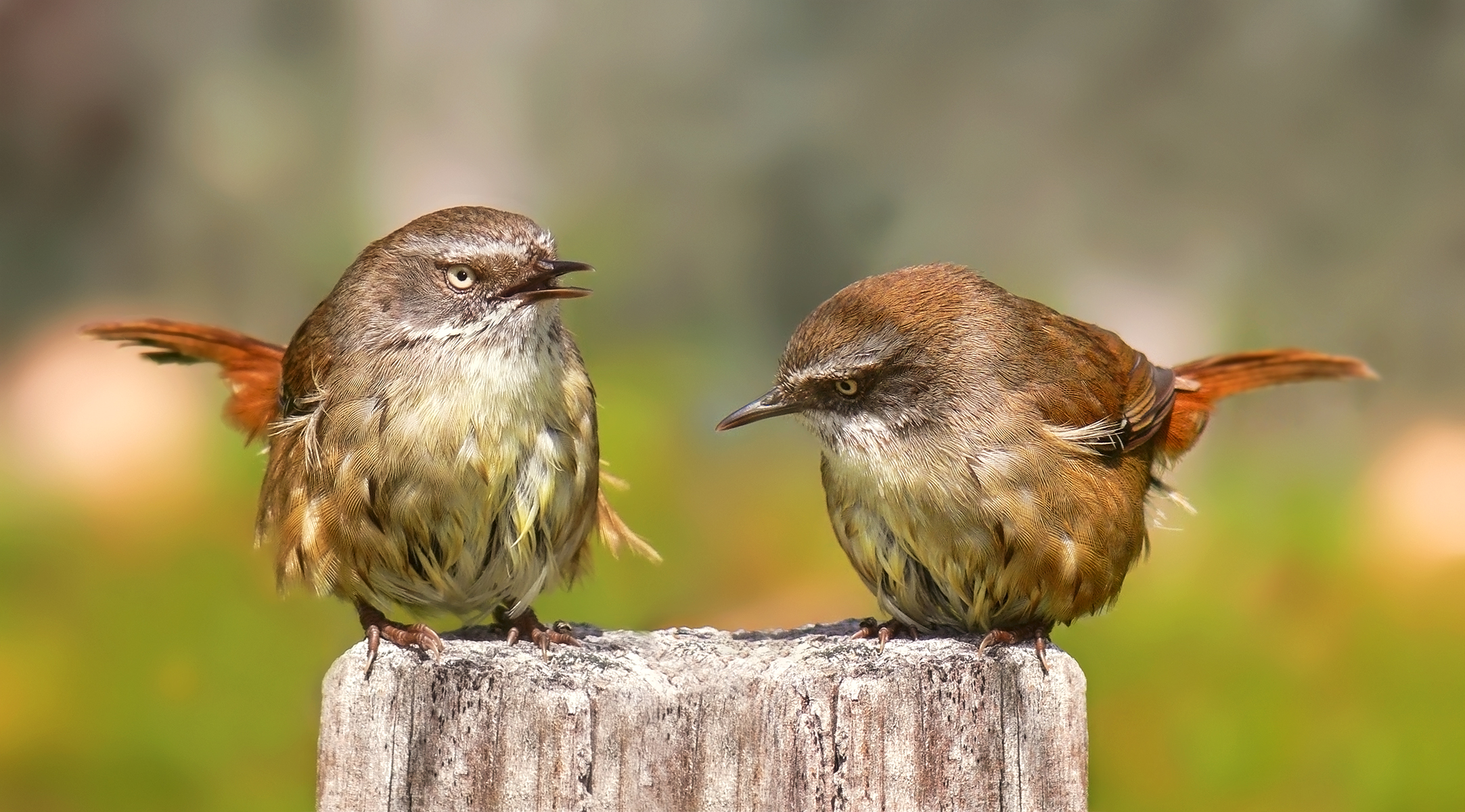
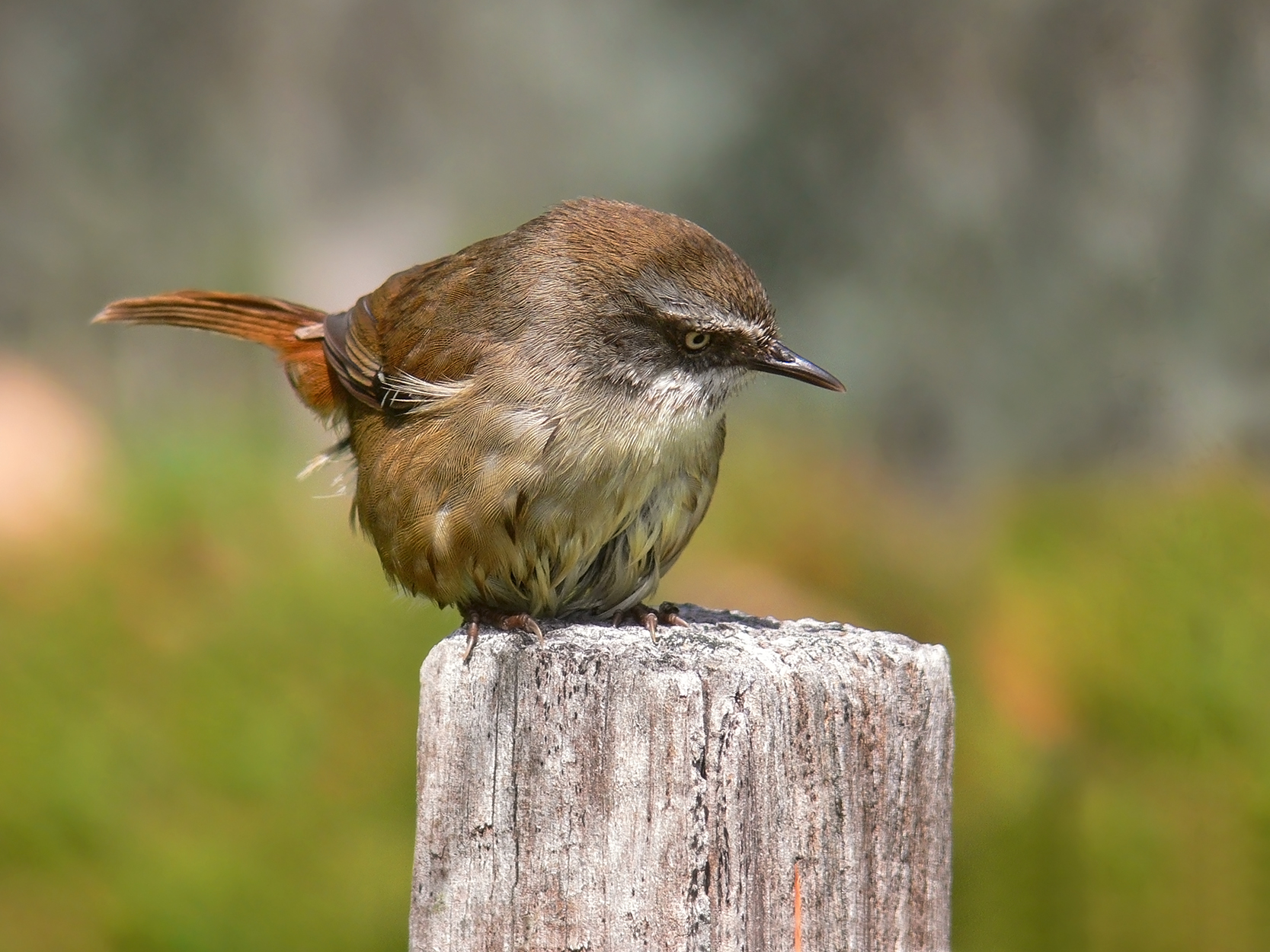
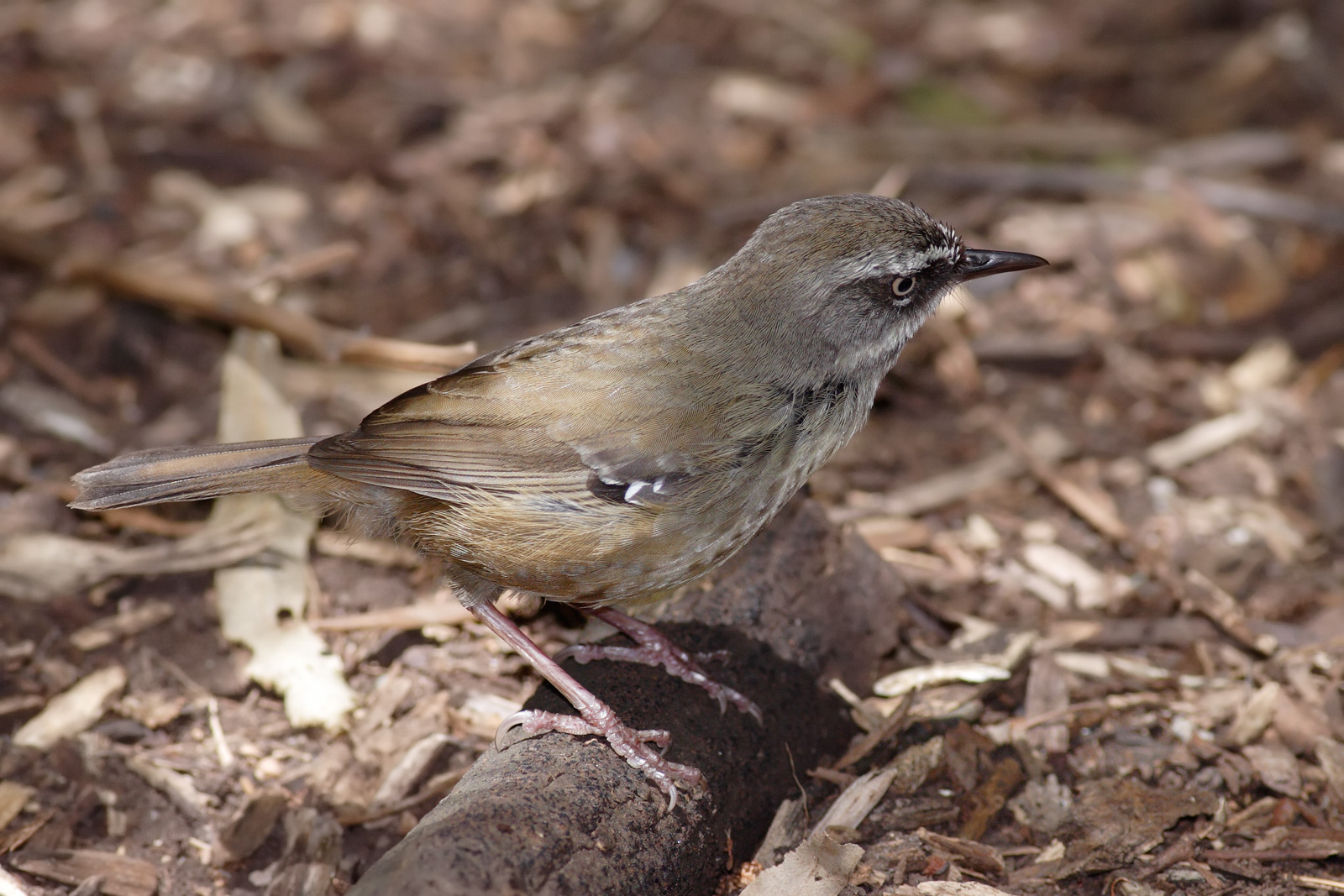